# Chung Kook-chin
Chung Kook-chin (* 2. Januar 1917; † 10. Februar 1976) war ein südkoreanischer Fußballspieler, -trainer und -funktionär.

## Karriere

### Spieler
Er nahm mit der südkoreanischen Nationalmannschaft an den Olympischen Spielen 1948 teil und erreichte hier mit dem Team das Viertelfinale, wo man am Ende mit 0:12 der schwedischen Mannschaft unterlag. Auch bei der Weltmeisterschaft 1954 war er Teil des Kaders, wo er sein einziges Spiel bei der 0:7-Niederlage in der Gruppenphase gegen die Türkei hatte. Zudem gewann er mit seiner Mannschaft bei den Asienspielen 1954 eine Silbermedaille.

### Trainer
Als Trainer war er zwei Mal für die südkoreanische Olympiamannschaft zuständig, einmal als Cheftrainer während der Qualifikation für die Spiele 1960 und einmal beim Turnier der Spiele 1964.

## Sonstiges
Kurz vor seinem Tod nahm er noch die Position eines Vize-Präsidenten beim südkoreanischen Fußballverband ein.